# Montbretia
Arterne i slægten Crocosmia (montbretia) er alle flerårige, urteagtige planter (stauder), der danner jordstængler som deres overlevelsesorganer imod kulde eller tørke. Planterne er stedsegrønne under gode forhold eller bladløse under ugunstige betingelser. Stænglen er opret til overhængende og ofte forgrenet. Bladene er hos nogle af arterne grundstillede, men hos andre er de spredtstillede. Det enkelte blad er sværdformet, helrandet og ustilket. Bladene sidder i endestillede stande med 4-20 enkeltblomster, som er ustilkede, tretallige og tosidet symmetriske. Frugterne er kapsler med hver 2-4 runde frø.
Arterne er udbredt syd for Sahara, men de når mod syd frem til Kap-provinsen og Madagaskar.
| Beskrevne arter |

| - Havemontbretia (Crocosmia x crocosmiiflora) |

| Andre arter |

- Crocosmia aurea
- Crocosmia masoniorum
- Crocosmia paniculata
- Crocosmia pottsii[1]

## Note
1. ↑  GRIN:Montbretia